# Paraclione flavescens
Paraclione flavescens is een slakkensoort uit de familie van de Clionidae. De wetenschappelijke naam van de soort is voor het eerst geldig gepubliceerd in 1855 door Gegenbaur.